# Villalba de los Alcores
Villalba de los Alcores község Spanyolországban, Valladolid tartományban. Villalba de los Alcores Cigales, Mucientes, Valladolid, Valdenebro de los Valles, Montealegre de Campos, Villerías de Campos és Ampudia községekkel határos. Lakosainak száma 392 fő (2024).

## Népesség
A település népessége az utóbbi években az alábbiak szerint változott:
| Lakosok száma | 574  | 537  | 508  | 488  | 461  | 411  | 409  | 379  | 374  | 392  |
|               | 2001 | 2004 | 2007 | 2009 | 2012 | 2014 | 2017 | 2019 | 2022 | 2024 |